# A Memoir Blue
《A Memoir Blue》（中国大陆又译作）是一款由Cloisters Interactive製作，安納布爾納互動發行的交互叙述方式游戏，于2022年3月24日，在Xbox Series X|S/Xbox One，Xbox Game Pass，PlayStation 5/PlayStation 4，Nintendo Switch，以及 PC (Steam)上正式發售。

## 剧情
《A Memoir Blue》敘述了一段奇幻的旅途，最終目的是在啟發人性最深沉的親子互動所流露出最溫馨的感情。故事中年輕游泳選手Miriam在獲得游泳冠軍獎牌之後，不禁回想自己不願意再想起的兒時往事。在現實與回憶的情境交錯下，此刻的Miriam發現，當時母親帶著年幼的自己前往異地開啟新生活的理由，不是所想像中的那麼簡單…

## 开发
《A Memoir Blue》始于回廊数位游戏的创办人，Shelley Chen的硕士毕业制作。该游戏在IndieCade上展示了早期的版本后，吸引到安納布爾納互動进行发布。《A Memoir Blue》于2021年7月29号，在第一届安納布爾納互動的游戏展上，首次公布。
有着策略游戏与射击游戏制作经验的Shelley Chen，在游玩《Journey》之后受到了启发，打算制作一款由视效和音乐来转达故事内容的叙事游戏。起初，《A Memoir Blue》的故事是基于她与她母亲的童年回忆，Chen将游戏称为“[她]对[她母亲]的一种感恩”。据她所述，在与安納布爾納互動合作后，游戏的故事内容逐渐从单纯的个人经历转变为了“每个人都可以与之相联系的东西”。Chen还提到了《La Maison en Petits Cubes》和《Father and Daughter》这两部动画电影，作为本作的灵感来源。据她描述，这两部电影”都以‘家庭之爱’作为共同主题“。并且尽管两者内容都很简短，他们在观众心中唤起的情感却非常强烈。

## 评价
根据Metacritic网站，《A Memoir Blue》在PlayStation 4和PlayStation 5平台上评价褒贬不一或者一般。但在Xbox Series X和Series S上则获得普遍好评。